# ریوتارو شیمیزو
ریوتارو شیمیزو (انگلیسی: Ryotaro Shimizu؛ زادهٔ ۱۵ اوت ۱۹۸۸) بازیگر اهل ژاپن است.